# Издремец
Издремѐц е вторият по височина връх на Голема планина, дял от Стара планина, висок е 1492,6 метра.

## Местоположение
Връх Издремец е разположен в землището на село Лесковдол, в северната част на Голема планина и в близост до хижа Тръстена, на около 6 километра югоизточно от центъра на село Бов.

## Име
Връх Издремец е известен и с името Чемерик.

## Маршрути
| Изходни точки             | Изходни точки |
| ------------------------- | ------------- |
| село Бов                  | 1,30 ч.       |
| село Лакатник             | 2,00 ч.       |
| Хижи                      |               |
| Тръстена                  | 1,30 ч.       |
| Лескова                   | 5,00 ч.       |
| Върхове                   |               |
| Чукава                    | 4,00 ч.       |
| Плато                     | 2,00 ч.       |
| Други                     |               |
| манастир Седемте престола | 2,00 ч.       |